# Believe (chanson de Kalafina)
Pour les articles homonymes, voir Believe.
 (mai 2024).
Si vous disposez d'ouvrages ou d'articles de référence ou si vous connaissez des sites web de qualité traitant du thème abordé ici, merci de compléter l'article en donnant les références utiles à sa vérifiabilité et en les liant à la section « Notes et références ».
Singles de Kalafina
Heavenly Blue
(2014) Ring your bell
(2015)
Believe est le 16e single de Kalafina sorti sous le label Sony Music Entertainment Japan le 19 novembre 2014 au Japon. Il sort en format CD, CD+DVD (version normale ou "anime") ou CD+Blu-ray. Il arrive 10e à l'Oricon. Il se vend à 25 107 exemplaires la première semaine et reste classé 10 semaines pour un total de 27 772 exemplaires vendus.
Believe a été utilisé comme thème de fermeture pour l'anime Fate/stay night (Unlimited Blade Works) et se retrouve sur l'album Far on the Water.

## Liste des titres
| 1. | Believe                |  |
| 2. | In Every Nothing       |  |
| 3. | Lapis                  |  |
| 4. | Believe (instrumental) |  |

| 1. | Believe (Music Clip) |  |

| 1. | Believe           |  |
| 2. | In Every Nothing  |  |
| 3. | Lapis             |  |
| 4. | Believe (TV size) |  |

| 1. | TV Anime "Fate/stay night" (Non-Credit Ending Eizou) (TVアニメ「Fate/stay night」ノンクレジットエンディング映像) |  |